# Campeonato Sul-Americano de Voleibol Feminino Sub-17 de 2023
O Campeonato Sul-Americano de Voleibol Feminino Sub-17 de 2023 foi a 1.ª edição desta competição, anteriormente denominada como Sul-Americano Sub-16, organizada pela Confederação Sul-Americana de Voleibol (CSV). O torneio ocorreu entre os dias 27 de setembro e 1 de outubro, em Lima, no Peru.
A seleção da Argentina se sobrepôs à seleção brasileira na final do torneio e assegurou o título do torneio. A seleção peruana venceu a disputa pelo terceiro lugar sobre a seleção do Equador e conquistou a medalha de bronze.
A ponteiro argentina Justina Fortes, que marcou 18 pontos na partida final, foi eleita a melhor jogadora do torneio.

## Equipes participantes
O torneio contou com a participação de 7 equipes.
| Grupo    | Equipe    | Última participação |
| A        |           |                     |
| -------- | --------- | ------------------- |
| A        | Argentina | 2017                |
| A        | Bolívia   | 2019                |
| A        | Peru      | 2019                |
| B        |           |                     |
| Brasil   | 2011      |                     |
| Chile    | 2019      |                     |
| Colômbia | 2019      |                     |
| Equador  | 2019      |                     |

## Formato da disputa
O torneio foi divido na fase classificatória e na fase final. A fase classificatória foi disputada em turno único, com todas as equipes se enfrentando dentro de seu grupo. Os dois primeiros classificados de cada grupo avançaram para a fase final, estruturada em semifinais, disputa pelo terceiro lugar e final.

### Critérios de desempate
1. Número de vitórias
2. Número de pontos
3. Razão dos sets
4. Razão dos pontos
5. Resultado da última partida entre os times empatados

Partidas terminadas em 3–0 ou 3–1: 3 pontos para o vencedor, 0 pontos para o perdedor;

Partidas terminadas em 3–2: 2 pontos para o vencedor, 1 ponto para o perdedor.

## Local das partidas
| Lima, Peru          |
| Coliseo Miguel Grau |
| ------------------- |
|                     |
| Capacidade: 2 400   |

## Fase classificatória
- As partidas seguem o horário local (UTC−5).

|  | Classificado para as semifinais |
|  | Disputa do quinto lugar         |

### Grupo A
|     |           |     | Jogos | Jogos | Jogos | Resultados | Resultados | Resultados | Resultados | Resultados | Resultados | Sets | Sets | Sets  | Pontos | Pontos | Pontos |
| Pos | Equipe    | Pts | T     | V     | D     | 3–0        | 3–1        | 3–2        | 2–3        | 1–3        | 0–3        | V    | P    | R     | V      | P      | R      |
| --- | --------- | --- | ----- | ----- | ----- | ---------- | ---------- | ---------- | ---------- | ---------- | ---------- | ---- | ---- | ----- | ------ | ------ | ------ |
| 1   | Argentina | 5   | 2     | 2     | 0     | 1          | 0          | 1          | 0          | 0          | 0          | 6    | 2    | 3,000 | 178    | 156    | 1.141  |
| 2   | Peru      | 4   | 2     | 1     | 1     | 1          | 0          | 0          | 1          | 0          | 0          | 5    | 3    | 1.667 | 186    | 137    | 1.358  |
| 3   | Bolívia   | 0   | 2     | 0     | 2     | 0          | 0          | 0          | 0          | 0          | 2          | 0    | 6    | 0,000 | 79     | 150    | 0.527  |

| Data   | Hora  |         | Placar |           | Set 1 | Set 2 | Set 3 | Set 4 | Set 5 | Total   | Relatório |
| ------ | ----- | ------- | ------ | --------- | ----- | ----- | ----- | ----- | ----- | ------- | --------- |
| 27 set | 22:00 | Peru    | 3–0    | Bolívia   | 25–14 | 25–9  | 25–11 |       |       | 75–34   | Relatório |
| 28 set | 22:00 | Peru    | 2–3    | Argentina | 25–20 | 23–25 | 22–25 | 25–15 | 16–18 | 111–103 | Relatório |
| 29 set | 12:00 | Bolívia | 0–3    | Argentina | 11–25 | 22–25 | 12–25 |       |       | 45–75   | Relatório |

### Grupo B
|     |          |     | Jogos | Jogos | Jogos | Resultados | Resultados | Resultados | Resultados | Resultados | Resultados | Sets | Sets | Sets  | Pontos | Pontos | Pontos |
| Pos | Equipe   | Pts | T     | V     | D     | 3–0        | 3–1        | 3–2        | 2–3        | 1–3        | 0–3        | V    | P    | R     | V      | P      | R      |
| --- | -------- | --- | ----- | ----- | ----- | ---------- | ---------- | ---------- | ---------- | ---------- | ---------- | ---- | ---- | ----- | ------ | ------ | ------ |
| 1   | Brasil   | 9   | 3     | 3     | 0     | 2          | 1          | 0          | 0          | 0          | 0          | 9    | 1    | 9,000 | 251    | 128    | 1.961  |
| 2   | Equador  | 5   | 3     | 2     | 1     | 1          | 0          | 1          | 0          | 0          | 1          | 6    | 5    | 1.200 | 215    | 225    | 0.956  |
| 3   | Chile    | 3   | 3     | 1     | 2     | 0          | 1          | 0          | 0          | 1          | 1          | 4    | 7    | 0.571 | 215    | 248    | 0.867  |
| 4   | Colômbia | 1   | 3     | 0     | 3     | 0          | 0          | 0          | 1          | 1          | 1          | 3    | 9    | 0.333 | 195    | 275    | 0.709  |

| Data   | Hora  |          | Placar |          | Set 1 | Set 2 | Set 3 | Set 4 | Set 5 | Total  | Relatório |
| ------ | ----- | -------- | ------ | -------- | ----- | ----- | ----- | ----- | ----- | ------ | --------- |
| 27 set | 18:00 | Equador  | 3–2    | Colômbia | 25–15 | 19–25 | 23–25 | 25–19 | 15–9  | 107–93 | Relatório |
| 27 set | 20:00 | Chile    | 1–3    | Brasil   | 28–26 | 7–25  | 10–25 | 20–25 |       | 65–101 | Relatório |
| 28 set | 18:00 | Equador  | 0–3    | Brasil   | 14–25 | 10–25 | 9–25  |       |       | 33–75  | Relatório |
| 28 set | 20:00 | Chile    | 3–1    | Colômbia | 25–17 | 18–25 | 25–22 | 25–8  |       | 93–72  | Relatório |
| 29 set | 18:00 | Colômbia | 0–3    | Brasil   | 14–25 | 10–25 | 6–25  |       |       | 30–75  | Relatório |
| 29 set | 20:00 | Chile    | 0–3    | Equador  | 20–25 | 16–25 | 21–25 |       |       | 57–75  | Relatório |

## Fase final

### Chaveamento final
|  | Semifinais     | Semifinais |                |   | Final | Final |
|  |                |            |                |   |       |       |
|  | 30 de setembro |            |                |   |       |       |
|  |                |            |                |   |       |       |
|  | Argentina      | 3          |                |   |       |       |
|  | Argentina      | 3          | 1 de outubro   |   |       |       |
|  | Equador        | 0          |                |   |       |       |
|  | Equador        | 0          | Argentina      | 3 |       |       |
|  | 30 de setembro |            | Argentina      | 3 |       |       |
|  |                | Brasil     | 2              |   |       |       |
|  | Brasil         | Brasil     | 2              | 3 |       |       |
|  | Brasil         |            |                | 3 |       |       |
|  | Peru           | 0          |                |   |       |       |
|  | Peru           | 0          | Terceiro lugar |   |       |       |
|  |                |            |                |   |       |       |
|  | 1 de outubro   |            |                |   |       |       |
|  |                |            |                |   |       |       |
|  | Equador        | 1          |                |   |       |       |
|  | Equador        | 1          |                |   |       |       |
|  | Peru           | 3          |                |   |       |       |

### Quinto lugar
| Data   | Hora  |         | Placar |       | Set 1 | Set 2 | Set 3 | Set 4 | Set 5 | Total | Relatório |
| ------ | ----- | ------- | ------ | ----- | ----- | ----- | ----- | ----- | ----- | ----- | --------- |
| 30 set | 18:00 | Bolívia | 3–1    | Chile | 25–20 | 25–20 | 13–25 | 25–18 |       | 88–83 | Relatório |

### Semifinais
| Data   | Hora  |           | Placar |         | Set 1 | Set 2 | Set 3 | Set 4 | Set 5 | Total | Relatório |
| ------ | ----- | --------- | ------ | ------- | ----- | ----- | ----- | ----- | ----- | ----- | --------- |
| 30 set | 20:00 | Argentina | 3–0    | Equador | 25–17 | 25–22 | 25–10 |       |       | 75–49 | Relatório |
| 30 set | 22:00 | Brasil    | 3–0    | Peru    | 25–12 | 25–19 | 25–16 |       |       | 75–47 | Relatório |

### Terceiro lugar
| Data  | Hora  |         | Placar |      | Set 1 | Set 2 | Set 3 | Set 4 | Set 5 | Total | Relatório |
| ----- | ----- | ------- | ------ | ---- | ----- | ----- | ----- | ----- | ----- | ----- | --------- |
| 1 out | 20:00 | Equador | 1–3    | Peru | 20–25 | 25–22 | 14–25 | 16–25 |       | 75–97 | Relatório |

### Final
| Data  | Hora  |           | Placar |        | Set 1 | Set 2 | Set 3 | Set 4 | Set 5 | Total   | Relatório |
| ----- | ----- | --------- | ------ | ------ | ----- | ----- | ----- | ----- | ----- | ------- | --------- |
| 1 out | 22:00 | Argentina | 3–2    | Brasil | 25–21 | 18–25 | 25–19 | 18–25 | 19–17 | 105–107 | Relatório |

## Classificação final
| Posição | Equipe    |
| ------- | --------- |
|         | Argentina |
|         | Brasil    |
|         | Peru      |
| 4       | Equador   |
| 5       | Bolívia   |
| 6       | Chile     |
| 7       | Colômbia  |

|  | Classificado para o Campeonato Mundial Sub-17 de 2024 |

## Premiações
| Campeonato Sul-Americano Sub-17 de 2023 |
| Argentina                               |
| --------------------------------------- |
| Argentina Campeã (2.º título)           |

### Individuais
As atletas que se destacaram individualmente foramː
| - Most Valuable Player (MVP) Justina Fortes - Melhor oposta Victoria Matich - Melhor levantadora Emma Williner - Melhor líbero Romina Alcivar | - Melhores ponteiras Laura Maccarone Maria Eugenia Martinez - Melhores centrais Valeria Fuentes Kamilla Galvão |